# Sound of the Underground (canción)
«Sound of the Underground» (en castellano: Sonidos del Subterráneo) es el primer sencillo de la banda femenina británica Girls Aloud, incluido en el disco debut que lleva el mismo nombre.
La canción fue escrita por Miranda Cooper, Brian Higgins y Niara Scarlett. Fue producida por Higgins y su equipo productor Xenomania. Tras la formación de Girls Aloud el 30 de noviembre de 2002, en el programa de telerrealidad del canal de televisión británico ITV1 Popstars: The Rivals, la canción fue lanzada 16 días después, el 16 de diciembre, y entró en las listas de éxitos británicas en el puesto número 1 y permaneció en esa posición durante cuatro semanas consecutivas, con las que ganaron un disco de platino por la British Phonographic Industry.
El vídeo musical fue filmado días después de que se formara el grupo, en un almacén vacío de Londres. La canción fue interpretada por la banda en una serie de presentaciones en vivo, incluyendo Popstars: The Rivals y cada una de las giras de conciertos del grupo. La crítica elogió la yuxtaposición de guitarra con surf en contra de ritmos electrónicos. El tema fue elogiado por su originalidad, tanto para un grupo de chicas salida de un programa de telerrealidad. La canción fue un revulsivo importante y decisivo en la primera década del siglo XXI, y supuso una remodelación del pop británico de esas fechas.

## Antecedentes y composición
La canción fue descrita como un desfile mecanizado entre una guitarra con sonidos surf con las voces gangosas y sensuales de 'Girls Aloud', siendo una explosión de Kylie Minogue en cinco cabezas.
La canción está escrita en mi bemol menor al tiempo de una firma de tiempo en tiempo común y un ritmo de 163 pulsaciones por minuto, con un rango vocal de G3 a D5. La progresión de acordes varía a lo largo de las diferentes secciones de la canción, pero los acordes específicos que se utilizan son Am, C, D, E, Em y G, siguiendo la típica forma de verso-estribillo, la canción se compone de un verso seguido de un puente y estribillo. El puente también se emplea como un medio 8 o bridge.
Sound of the Underground fue una de las 60 canciones que Brian Higgins y Miranda Cooper habían escrito con el objetivo de lanzar su propio grupo de chicas. La canción fue grabada originalmente en 2001 por Orchid, un grupo de chicas de Londres que incluyó a la cantante y actriz Louise Griffiths, pero se disolvió antes de obtener un contrato discográfico.
La canción también fue pensada para la cantante irlandesa Samantha Mumba pero ésta decidió tomar I'm Right Here, y fue entonces cuando Louis Walsh, quien en ese momento era el representante de Girls Aloud quien elegiría la canción como el primer sencillo de las chicas. A pesar de que la banda está conformada por cinco chicas, fueron seis  quienes ensayaron esta canción, una semana antes de la final de Popstars: The Rivals.

## Lanzamiento
El grupo se formó el 30 de noviembre de 2012 en el programa de ITV1 Popstars: The Rivals. Este programa vería la creación de dos grupos rivales, una banda masculina y otra femenina, cada una conformada por cinco miembros, los cuales competirían entre ellos para ocupar el primer puesto en la tabla de sencillos navideños del Reino Unido. Las chicas iniciaron una gran campaña con el eslogan Buy girls, bye boys, utilizado para vender este sencillo. One True Voice, quienes lanzaron Sacred Trust, quedaron en segundo lugar lo cual convirtió a las chicas en ganadoras del concurso televisivo. Una versión de Sacred Trust aparece en las canciones extras de Girls Aloud's Greatest Hits Album The Sound of Girls Aloud, el cual incluye un desglose instrumental.
El sencillo fue lanzado en dos formatos de 2 CD individuales y en casete. El primer CD incluye una versión de East 17: Stay Another Day y la remezcla de Brian Higgins de Sound of the Underground, mientras que el segundo CD incluye el instrumental de Stay Another Day y una entrevista con las chicas.
El sencillo también salió a la venta en otros países, pero éstos venían solo con un lado A que incluía la remezcla. 

### Controversia
Pete Waterman, exrepresentante de One True Voice, causó un frenesí en los medios después de acusar a Girls Aloud de ser poco originales y no cantar en Sound of the Underground (después de que dijo que era mejor lanzar una canción nueva que una versión como cara A). Muchos artículos afirmaron falsamente que esta pista era un plagio de Orchid por parte de las chicas. Pero fue explicado que la canción era propiedad de Xenomania, y éstos vendieron sus derechos al equipo de Girls Aloud. Debido a la atención de la prensa, los miembros de Orchid se acreditan en el lanzamiento del sencillo y se mantienen copias de seguridad de las versiones del mismo. Sarah Harding explicó que esto solo le da fuerza al sencillo y no es raro en la industria. Girls Aloud cantó Sound of the Underground, solo están en promoción para decir que ellos la cantaron, es basura de Pete Waterman para sabotear el lanzamiento.

## Recepción
Sound of the Underground recibió una respuesta positiva por gran parte de la crítica probando en primer lugar que se trata de una canción pop salida de un programa de telerrealidad que no dan ganas de hacerle daño a todos los involucrados en su creación. Una revisión del álbum debut de Girls Aloud declaró que la canción se ha convertido en un clásico del pop vibrante con un ritmo moderno, metálico, estribillo pegadizo y la cantidad justa de inmoralidad. La canción fue descrita como una atractiva mezcla de guitarras de punta y el 'beat' Fatboy Slim rematado con un estribillo irresistible y atractivo. Un artículo de The Guardian nombra la canción como una confitura helada muy diferente de la marcha normal de una banda de chicas
Esta canción y otra de producción de Xenomania, Round Round de Sugababes, se han denominado como dos grandes éxitos revolucionarios, y se les atribuye la remodelación de la música pop británica de inicios del siglo XXI. Peter Robinson escribió en lugar de que se convirtiera en la balada predecible, se trasformó en una optimista actitud empapada de celebración de la vida, la fiesta y ser joven.
En 2002, la canción fue nominada como Mejor Sencillo en Disney Channel Kids Awards. The Telegraph puso la canción en el número 15 en una lista de 100 canciones que definieron la década de 2000 en la música británica, mientras que NME lo incluyó en el número 39. Spinner.com llamó a Sound of the Underground la octava mejor canción británica de la década de 2000.

### Desempeño comercial
Sound of the Underground debutó en el número 1 en el UK Singles Chart el 22 de diciembre de 2002. El grupo vendió un poco más de 213 000 copias, mientras que Sacred Trust de One True Voice solo vendió  147 000. Girls Aloud continuó en el número 1 durante tres semanas más, convirtiéndose en el primer número 1 de 2003, además de lograr mantenerse en el número 1 durante cuatro semanas consecutivas. Estuvo dos semanas en el Top 5 en los números tres y cinco, respectivamente, antes de caer al número nueve. El sencillo pasó catorce semanas adicionales dentro del Top 75 del Reino Unido. Fue certificado disco de platino por la British Phonographic Industry en marzo de 2003. Según The Official UK Charts Company, hasta que la agrupación se disolvió en marzo de 2013, «Sound of the Underground» vendió 653 000 copias en el Reino Unido, donde se convirtió en el sencillo más vendido del quinteto.
La canción tuvo un éxito similar en la lista de sencillos de Irlanda. Sound of the Underground debutó en el número 2 detrás de Lose Yourself de Eminem, mientras que One True Voice solo lograron alcanzar el número 9. La canción se mantuvo en el número 2 durante tres semanas. Pero en la semana cuatro logra destronar a Eminem y allí se mantuvo por dos semanas más. La canción también entró en los Top 100 de Bélgica (tanto en la lista de Valonia, la región francófona del país, como en Flandes, la otra región belga, donde se habla neerlandés flamenco), los Países Bajos, otros países de Europa y Australia.

## Vídeo musical
El vídeo de Sound of the Underground se rodó en un almacén vació de Londres, pocos días después de la formación de Girls Aloud durante la última semana del programa televisivo. Fue dirigido por Phil Griffin, quien más tarde dirigiría los vídeos de No Good Advice y Life Got Cold. El vídeo empieza con las chicas dentro de un gran cubo metálico apoyadas por una banda. Después ellas incorporan sus micrófonos y empiezan a cantar, haciendo una coreografía que también es incluida en varias presentaciones en vivo; cada una de las chicas también salen en solitario, en varias escenas. Además, hay vistazos a una bombilla fundiéndose, grietas y elementos que le dan esa sensación de espacio underground.

## Presentaciones en vivo

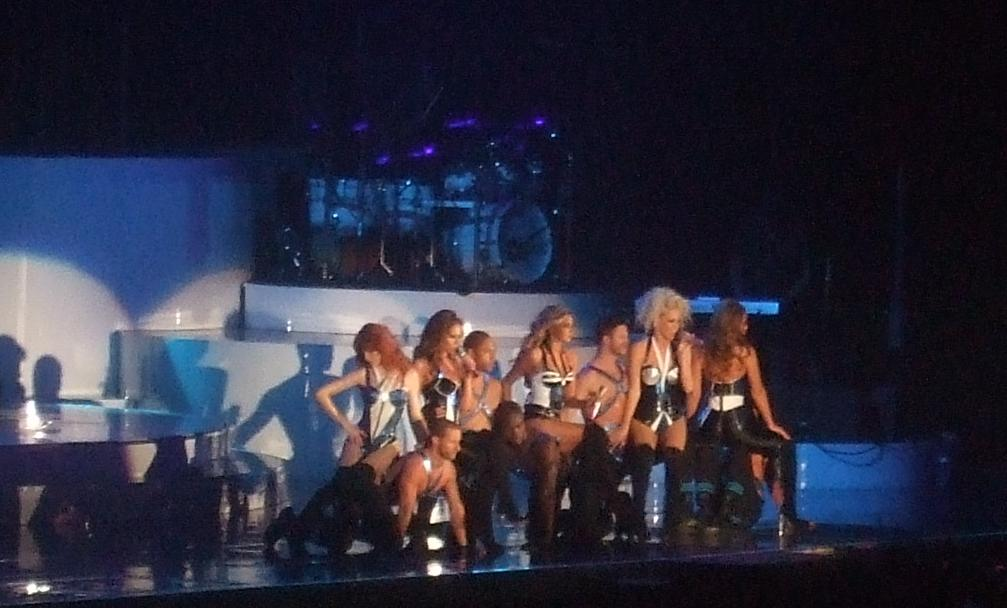
Girls Aloud interpretando Sound of the Underground en el Tangled Up Tour de 2008.

Girls Aloud interpretaron la canción por primera vez el 7 de diciembre de 2002 en el programa televisivo. Utilizando los mismos trajes rosados con negro del vídeo musical, las chicas hacían la misma coreografía del vídeo, cada vez que se acercaban al coro una máquina de humo soltaba pequeñas cantidades a presión. Con el fin de promocionar el sencillo, el grupo realizó una gira por varios lugares de todo el Reino Unido, incluyendo una firma en una tienda de HMV en Mánchester. También hicieron muchas apariciones en varios programas de televisión de habla inglesa. Después del 22 de diciembre de 2002 las chicas volvieron a presentarse en el programa de telerrealidad Popstars: The Rivals, donde las anunciaron ganadoras del mismo, obteniendo su primer número 1 en las listas británicas. Esto mismo les dio un puesto para presentarse en el espectáculo navideño Top of the Pops Christmas Special, programa de televisión que se trasmite anualmente en Navidad en la BBC.  
Durante gran parte de 2003 las chicas interpretaron esta canción para promoverla en varios festivales como ChildLine Concert en Irlanda. Spring Break, Pepsi Silver Clef, Party in the Park, Live & Loud, y the West Belfast Festival. También para promocionar el sencillo en el resto de Europa (en el continente), se presentaron en los premios TMF de Bélgica e Interaktiv VIVA en Alemania. También ese mismo año las chicas se presentaron en los Disney Channel Kids Awards, en el programa televisivo benéfico Children in Need y, en diciembre, volvieron a tocarla en el Top of the Pops Christmas Special de 2003. En 2004 volvieron al festival irlandés ChildLine e hicieron un especial para MTV donde interpretaron la canción; dicho especial es parte de su DVD Girls on Film. 
La canción ha sido interpretada en sus 5 giras, con pequeños ajustes en cada uno. También la han interpretado en festivales como V Festival, Viva la Vida Tour y en el programa especial Girls Aloud Party donde la interpretaron junto a la banda Kaiser Chiefs mezclada con Never Miss a Beat.

## Versiones de otros artistas
- The 4 Of Us en Even Better than the Real Thing Vol. 1
- Snuff en Greasy Hair Makes Money.

## Formatos y remezclas
| UK CD1 / Australia /Nueva Zelanda (Polydor / 0658272) 1. «Sound of the Underground» — 3:41 2. «Stay Another Day» (Tony Mortimer, Rob Kean, Dominic Hawken) — 4:24 3. «Sound of the Underground» (Brian Higgins Remix) — 4:40 UK CD2 (Polydor / 0658202) 1. «Sound of the Underground» — 3:41 2. «Stay Another Day» (Instrumental) — 4:24 3. Girls Aloud Interview — 7:13 Alemania (Polydor / 0654325) 1. «Sound of the Underground» — 3:41 2. «Stay Another Day» — 4:24 3. «Sound of the Underground» (Brian Higgins Remix) — 4:40 4. «Sound of the Underground» (Flip & Fill Remix) — 5:36 5. Girls Aloud Interview — 7:13 | The Singles Boxset (CD1) 1. «Sound of the Underground» — 3:41 2. «Stay Another Day» — 4:24 3. «Sound of the Underground» (Brian Higgins Remix) — 4:40 4. «Stay Another Day» (Instrumental) — 4:24 5. Girls Aloud Interview — 7:13 6. «Sound of the Underground» (Flip & Fill Remix) — 5:36 7. «Sound of the Underground» (Instrumental Breakdown Mix) — 3:36 |

## Créditos y personal
- Girls Aloud: voz principal.
- Shawn Lee: guitarra eléctrica.
- Brian Higgins, Xenomania composición, producción, grabación, instrumentación, edición e ingeniería.
- Miranda Cooper, Brian Higgins y Niara Scarlett: escritores.
- Jeremy Wheatley for 365 Artists: mezcla.
- Nick Coler, Matt Gray, Tim Rolf Larcombe, Tim Powell: programador y mezclas.
- Publicado por Warner y Xenomania Music.
- Agradecimientos: Eve Bicker, Giselle Sommerville y Louise Griffiths.

## Posicionamiento en listas
| Listas (2002-2003)                    | Mejor posición |
| ------------------------------------- | -------------- |
| Alemania (Offizielle Deutsche Charts) | 42             |
| Australia (ARIA)                      | 31             |
| Bélgica (Valonia) (Ultratop 50)       | 35             |
| Bélgica (Flandes) (Ultratop 50)       | 13             |
| Francia (SNEP)                        | 55             |
| Irlanda (IRMA)                        | 1              |
| Países Bajos (Mega Single Top 100)    | 10             |
| Países Bajos (Dutch Top 40)           | 9              |
| Reino Unido (UK Singles Chart)        | 1              |
| Suecia (Sverigetopplistan)            | 39             |
| Suiza (Schweizer Hitparade)           | 25             |

### Certificaciones
| País              | Certificado | Ventas  | Salidas |
| ----------------- | ----------- | ------- | ------- |
| Reino Unido (BPI) | Platino     | 653 000 | 600 000 |